# Convolvulus glabrescens
Convolvulus glabrescens är en vindeväxtart som beskrevs av Peter Hadland Davis och Hub.-mor.. Convolvulus glabrescens ingår i släktet vindor, och familjen vindeväxter. Inga underarter finns listade i Catalogue of Life.